# Schlacht von Evesham
Koordinaten: 52° 5′ 33″ N, 1° 56′ 50″ W
Die Schlacht von Evesham war ein militärischer Zusammenstoß im England des Hochmittelalters im 13. Jahrhundert. Sie brachte die Entscheidung im Zweiten Krieg der Barone zwischen dem englischen Königshaus auf der einen und der Opposition englischer Barone auf der anderen Seite. Sie fand am Morgen des 4. August 1265 in der Nähe der Abtei von Evesham in Worcestershire statt.

## Hintergrund
Die Schlacht brachte auch die Entscheidung eines jahrzehntelangen Verfassungskonflikts zwischen dem Königtum und den Baronen, seitdem diese erstmals 1215 gegen König Johann Ohneland im Ersten Krieg der Barone aufbegehrt hatten. Beide Lager rangen dabei um unterschiedliche Konzeptionen zur Gestaltung des englischen Staatswesens. Während das von Heinrich III. und dessen ältesten Sohn, Lord Eduard, vertretene Königtum auf einer monarchischen Allgewalt bestand, waren die Barone um ihren Anführer Simon de Montfort bestrebt, die Macht des Königtums mit einem parlamentarischen Rahmen einzugrenzen, indem den Baronen in der Gestaltung der Politik ein Mitspracherecht eingeräumt werden sollte.
Im Jahr 1258 hatten die Barone den König zur Anerkennung der Provisions of Oxford genötigt, in die sie ihre Hauptforderungen einbringen konnten und damit eine Reform des englischen Staatswesens ermöglichten. König Heinrich III. lehnte aber eine Einschränkung seiner königlichen Autorität entschieden ab und verfolgte eine Politik, die eine Aufhebung der Provisions of Oxford zum Ziel hatte. Dies führte letztlich 1264 zum Ausbruch eines offenen Bürgerkrieges, den auch die Mise of Amiens, ein Schiedsspruch des französischen Königs Ludwig IX. nicht aufhalten konnte. Am 14. Mai 1264 konnten die Barone um Montfort in der Schlacht von Lewes einen vollständigen Sieg über die Königlichen erringen, wobei fast die gesamte königliche Familie in ihre Gefangenschaft geriet. Simon de Montfort avancierte damit zum De-facto-Herrscher Englands, was ihm die Verwirklichung der Provisions of Oxford ermöglichte, die der in Montforts Gewalt befindliche König Heinrich III. billigen musste. Am 20. Januar 1265 berief Montfort das nach ihm benannte De Montfort’s Parliament ein, in das erstmals in der englischen Geschichte die städtischen Gemeinden (Boroughs) gewählte Vertreter entsenden konnten. De Montfort’s Parliament wird in der Geschichtsschreibung mit der Gründung des House of Commons, des Hauses der Gemeinen, gleichgesetzt.
Nachdem der König wie auch der Kronprinz die neue Ordnung unter Eid anerkannt hatten, wurde ihre Gefangenschaft formell beendet; allerdings wurde darauf geachtet, dass sie sich stets in einem de-Montfort-treuen Umfeld aufhielten. De Montfort selbst blieb der wahre Regent des Landes, doch konnte er sich vor allem bei seinen adligen Standesgenossen nie vollständig durchsetzen. Besonders die Marcher Lords, die Barone an der Grenze zu Wales, lehnten seine Herrschaft ab, da die Expansionspolitik des mit Montfort verbündeten walisischen Fürsten Llywelyn ap Gruffydd ihre Herrschaft bedrohte.

## Der Weg zur Schlacht
Am 28. Mai 1265 konnte Lord Eduard aus der Aufsicht der Anhänger Montforts entkommen und flüchtete in die Welsh Marches. Dort verbündete er sich mit William de Valence, 1. Earl of Pembroke, John de Warenne, 6. Earl of Surrey, und Gilbert de Clare, 6. Earl of Gloucester, welcher zuvor noch ein Anhänger de Montforts gewesen war. Simon de Montfort mobilisierte seine Anhänger, um der Bedrohung entgegenzutreten und zog in die Welsh Marches. Dabei führte er König Heinrich III. mit sich. Lord Eduard gelang es jedoch, die strategisch wichtigen Flussübergänge des Severn, Gloucester und Worcester einzunehmen, wodurch Montfort von seiner Verbindung nach England abgeschnitten und selbst in Wales festgesetzt wurde. Sein gleichnamiger Sohn, Simon der Jüngere, versuchte Verstärkungen für seinen Vater heranzuführen. Um die Vereinigung seiner Gegner zu verhindern, führte Lord Eduard in der Nacht vom 31. Juli auf den 1. August einen erfolgreichen Überraschungsangriff auf den bei Kenilworth Castle lagernden jüngeren Montfort aus, dessen Heer zersprengt und der selbst zur Flucht genötigt wurde. Montfort erfuhr davon nichts, und am 2. August gelang es ihm, bei Kempsey den Severn nach Osten zu überqueren. Anschließend zog er in die unweit gelegene Abtei von Evesham ein. Während der Morgenmesse des 4. Augusts wurde ihm das Herannahen seines Sohnes aus der Richtung von Kenilworth gemeldet, worauf er sofort mit seinem Heer aufbrach, um ihm entgegen zureiten. Damit aber lief er in eine Falle des Prinzen Eduard, welcher nämlich bei Kenilworth das Banner des jüngeren Montfort erbeutet hatte und dieses nun voranführte. Als Montfort die wahre Identität des ihm entgegen ziehenden Heeres erkannt hatte, war es bereits zu spät, die Verbündeten des Prinzen hatten bereits aus Worcester kommend den Rückzugsweg nach Evesham versperrt. Mit einer Flussbiegung des Avon im Rücken blieb Montfort nichts anderes übrig, als sich dem Kampf zu stellen. Noch bevor die Schlacht begann, erhielt er von Walter de Cantilupe, dem anwesenden Bischof von Worcester die Absolution.

## Die Schlacht
Die Anhänger des Königs waren Montforts Heer zahlenmäßig dreifach überlegen. Kronprinz Eduard teilte sein Heer am höchsten Punkt des Greenhill, etwa 1,5 km nördlich von Evesham, in drei Abteilungen auf. Während er selbst das Zentrum befehligte, kommandierte der Earl of Hertford den linken Flügel und Roger Mortimer of Wigmore den rechten Flügel. Montfort griff die königliche Armee in einem kühnen Reiterangriff an, vermutlich hoffte er, die gegnerische Linie zu durchbrechen. Seine Fußtruppen sollten den Angriff unterstützen. Zwar wichen Teile der königlichen Partei anfangs zurück, doch nach einem Gegenangriff der königlichen Truppen waren die Ritter Montforts eingeschlossen. Entgegen den üblichen Gewohnheiten kannten die königlichen Anhänger keine Gnade und machten zunächst keine Gefangene. Prinz Eduard soll eine Gruppe von zwölf Rittern gezielt angewiesen haben, Montfort zu töten. Montfort wurde umzingelt, verlor sein Pferd und wurde angeblich von Roger Mortimer, der auch den Justiciar Hugh le Despenser getötet haben soll, getötet. Dazu fielen Montforts Sohn Henry, Ralph Basset, Peter de Montfort und mindestens 31 weitere Ritter Montforts. Der unfreiwillig Montfort begleitende König wurde von den Anhängern seines Sohnes zunächst nicht erkannt und wurde angegriffen, obwohl er versuchte, sich ihnen zu erkennen zu geben. Erst Roger of Leybourne erkannte ihn und brachte ihn in Sicherheit. Die flüchtenden Truppen Montforts wurden von den sie verfolgenden königlichen Truppen gestellt und in die Stadt getrieben. In der Stadt und selbst in der Abtei ging der Kampf unbarmherzig weiter, bis die Armee Montforts vollständig geschlagen und aufgelöst war. Humphrey V. de Bohun, Henry Hastings und John fitz John gerieten in Gefangenschaft.

## Folgen
Der Leichnam Montforts wurde zerstückelt, sein Kopf  soll als Siegestrophäe an die rachsüchtige Baroness Mortimer gesandt worden sein. Die Reste seines Leichnams sowie die Leichen seines Sohnes Henry und von Hugh le Despenser wurden von den Mönchen der Abtei in der Abteikirche beigesetzt. Durch den Sieg der Anhänger des Königs war der Ausgang des Zweiten Kriegs der Barone entschieden, da Montfort und die meisten anderen Führer der Rebellion getötet worden waren. Die Anhänger des Königs übten dennoch weiter unversöhnliche Rache an den verbliebenen Rebellen, die somit erbittert weiter kämpften, so dass es noch bis 1267 dauerte, ehe das Land wieder befriedet worden war.
Das ehemalige Schlachtfeld befindet sich in Privatbesitz, ist jedoch zugänglich. Durch Tafeln der Simon de Montfort Society wird die Geschichte der Schlacht erzählt.